# Führerhauptquartier Werwolf

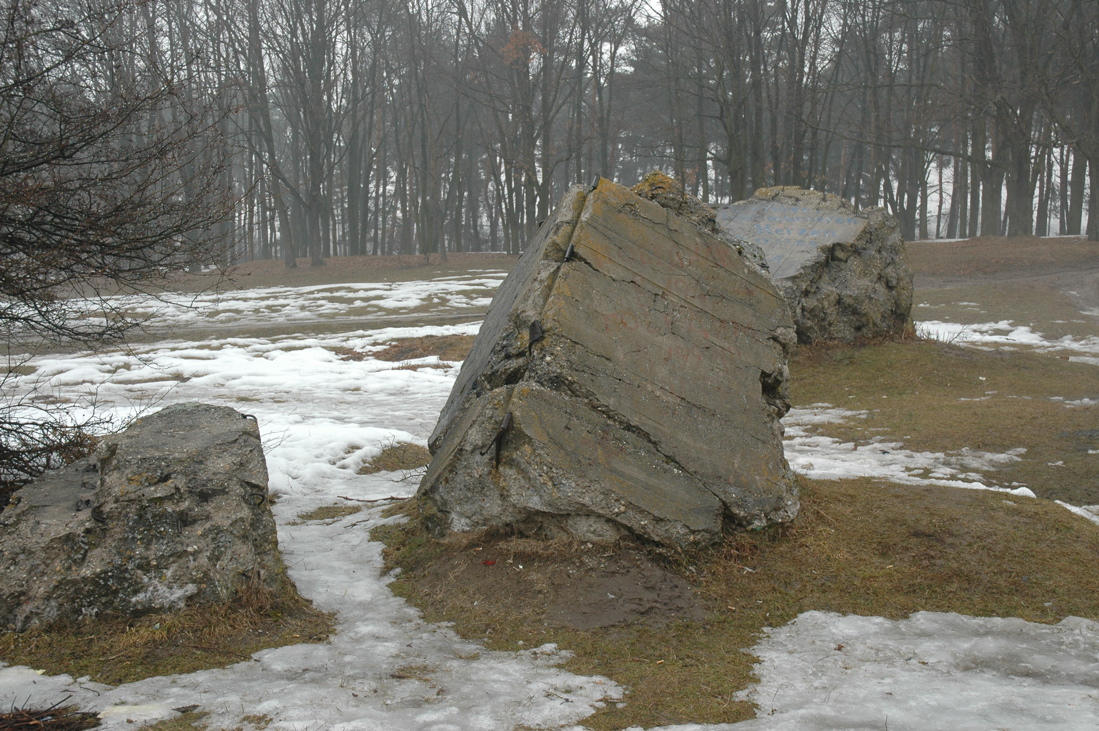
Restos del Cuartel General del Führer cerca de Vínnitsa.

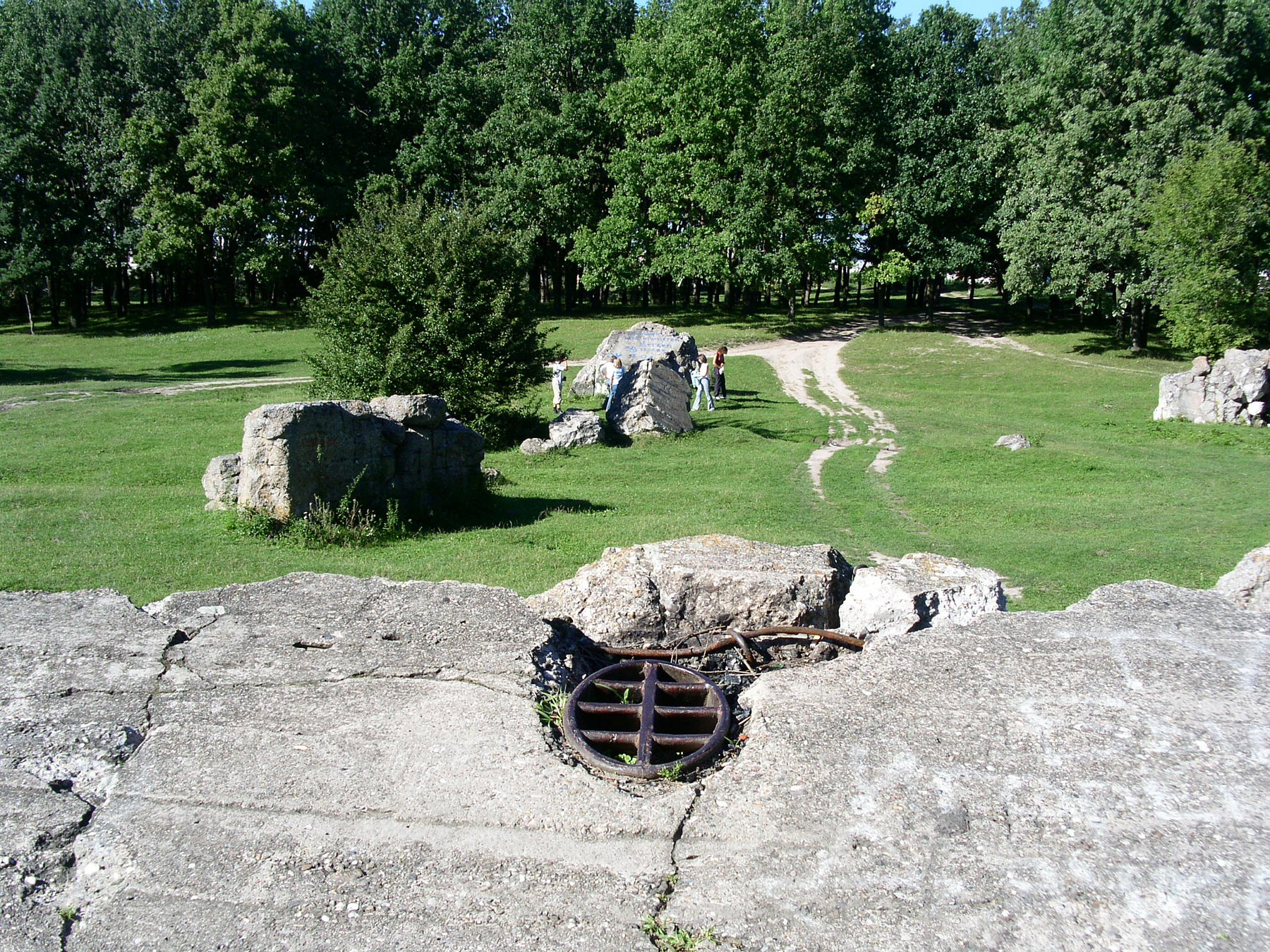
Más restos del Werwolf, justo a las afueras de Vínnitsa.

El Führerhauptquartier Werwolf era el nombre clave de uno de los mayores cuarteles militares de Adolf Hitler durante la Segunda Guerra Mundial. El nombre Werwolf significa en alemán 'hombre lobo'. El término Werwolf lo empleó también el Partido Nazi para referirse a unos grupos clandestinos de resistencia que supuestamente operarían contra la ocupación aliada de Alemania al finalizar la II Guerra Mundial (véase Werwolf).
Localizado unos 8 km al norte de Vínnitsa, Ucrania, fue utilizado por Hitler entre 1942 y 1943, durante la campaña en el Cáucaso y la batalla de Stalingrado. El complejo fue construido por la Organización Todt y obreros ucranianos locales. Recibía recursos desde una pista de aterrizaje cercana.
Construido en un bosque de pinos, el complejo contaba con unas 20 casas rurales y barracas, y tres búnkers. Estaba rodeado por alambres de púa, y contaba con posiciones defensivas terrestres interconectadas por túneles subterráneos. Existían varios puntos de observación localizados en plataformas instaladas en árboles.
Los habitantes contaban con una casa de té, barbería, casa de baño, sauna, sala de cine y piscina.
Cada vez que Hitler llegaba a Vínnitsa, un equipo especial de la Gestapo revisaba todo el complejo en busca de bombas y micrófonos ocultos. Para preparar los alimentos de Hitler, la firma alemana Zeidenspiner plantó un jardín de vegetales, que luego eran seleccionados por el chef de Hitler, Hauptsturmführer Fater. Toda la comida era probada antes de enviarla a la mesa de Hitler, y el agua potable era periódicamente analizada. La ropa de la lavandería era sometida a una inspección de rayos X para detectar explosivos, y la Gestapo se encargó de suministrar oxígeno al búnker de Hitler, ya que éste estaba asustado de los gases tóxicos que pudiera emitir el cemento armado.
Hitler pasó poco tiempo allí, prefiriendo el Wolfsschanze. De hecho sólo visitó el lugar en tres ocasiones:
- 16 de julio al 30 de octubre de 1942, durante la Campaña alemana del Cáucaso y las primeras etapas de la Batalla de Stalingrado.
- 19 de febrero al 13 de marzo de 1943, durante la contraofensiva de Manstein.
- 27 de agosto de 1943, durante la Batalla de Kursk.

Luego de su segunda visita, Hitler hizo una escala en Smolensko, entonces Cuartel General del Grupo de Ejércitos Centro. Esta parada fue aprovechada por Henning von Tresckow para colocar una bomba en el avión Focke-Wulf de Hitler, que no estalló.

## Fotos

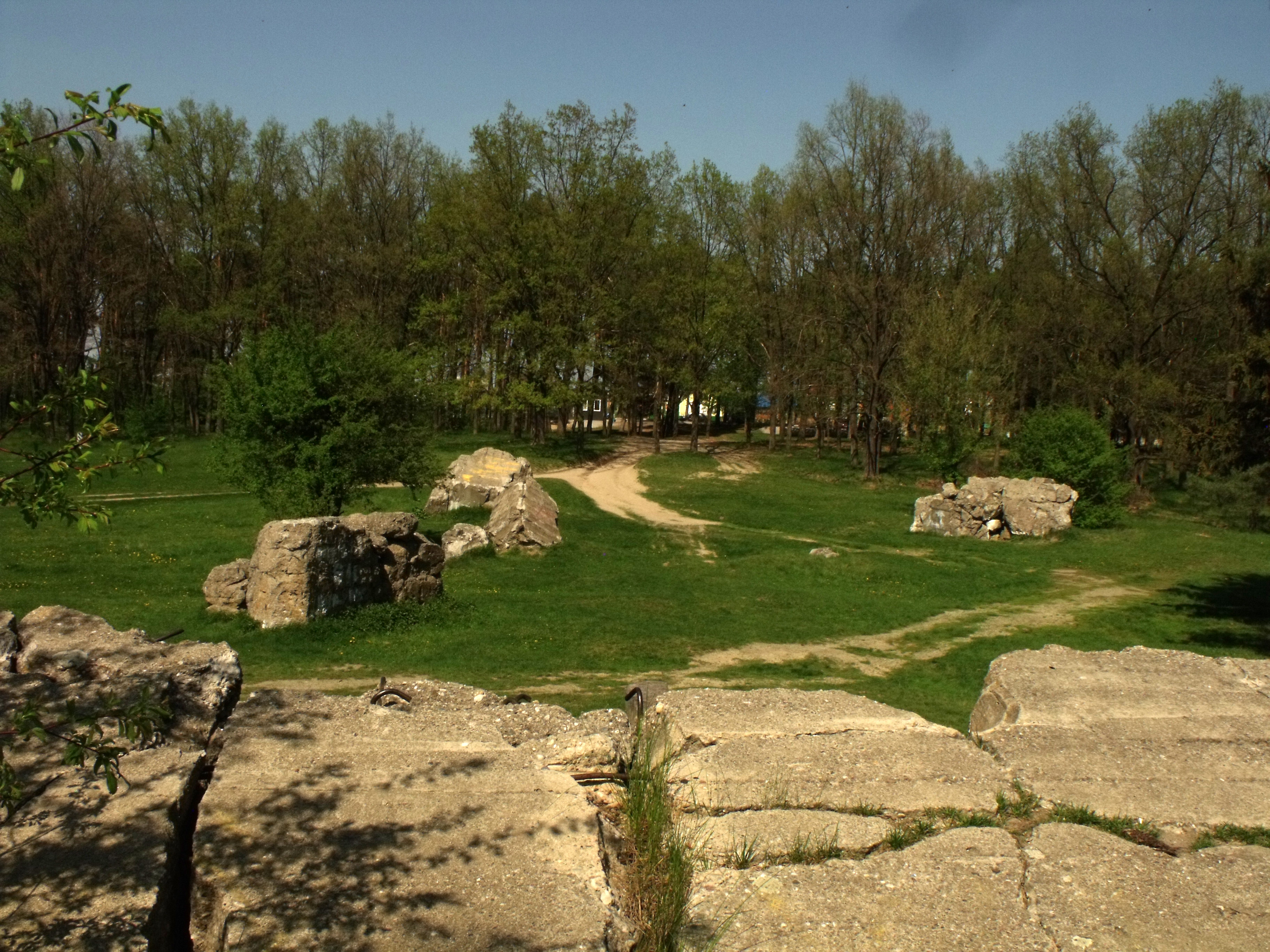
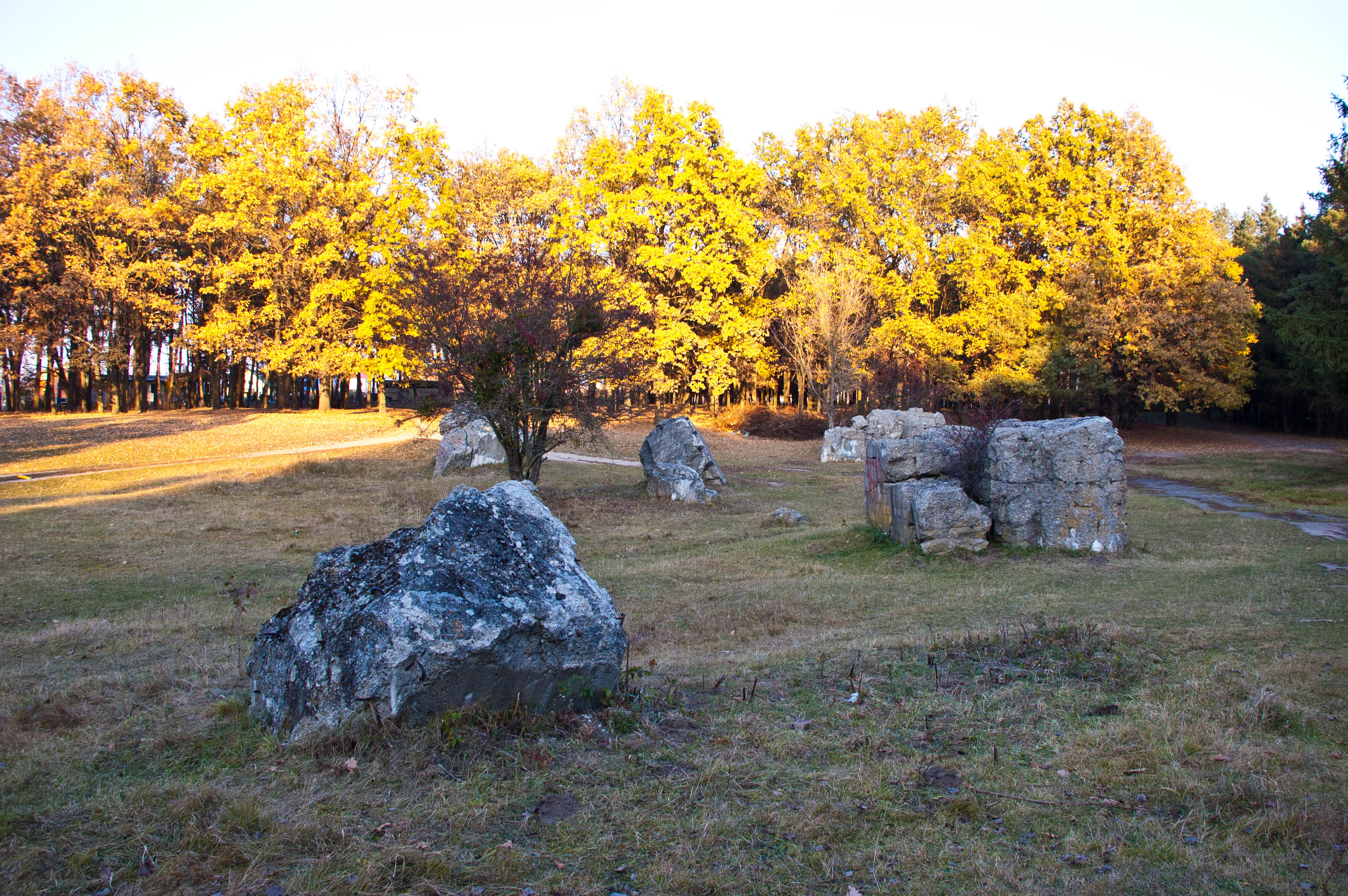
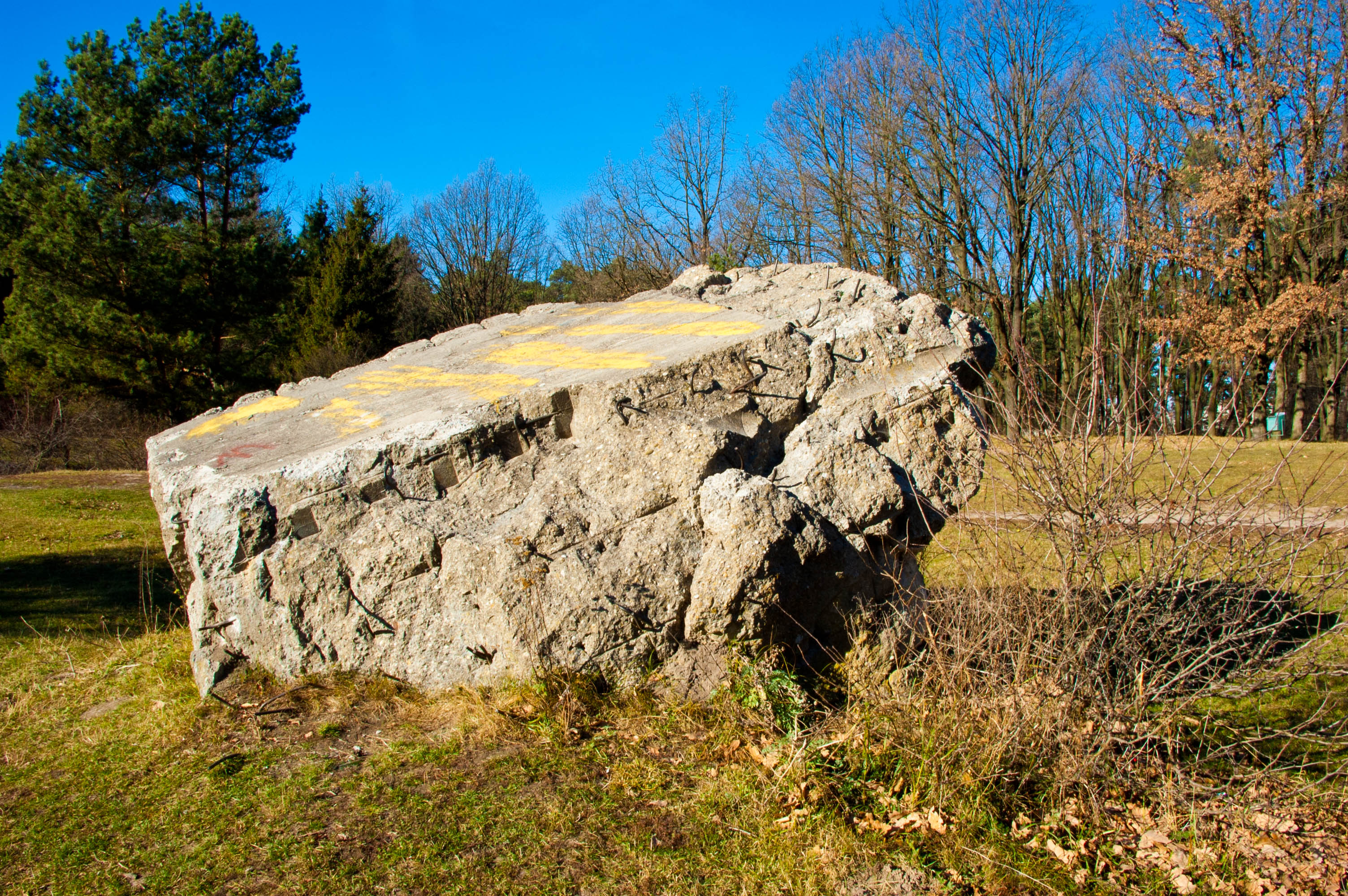
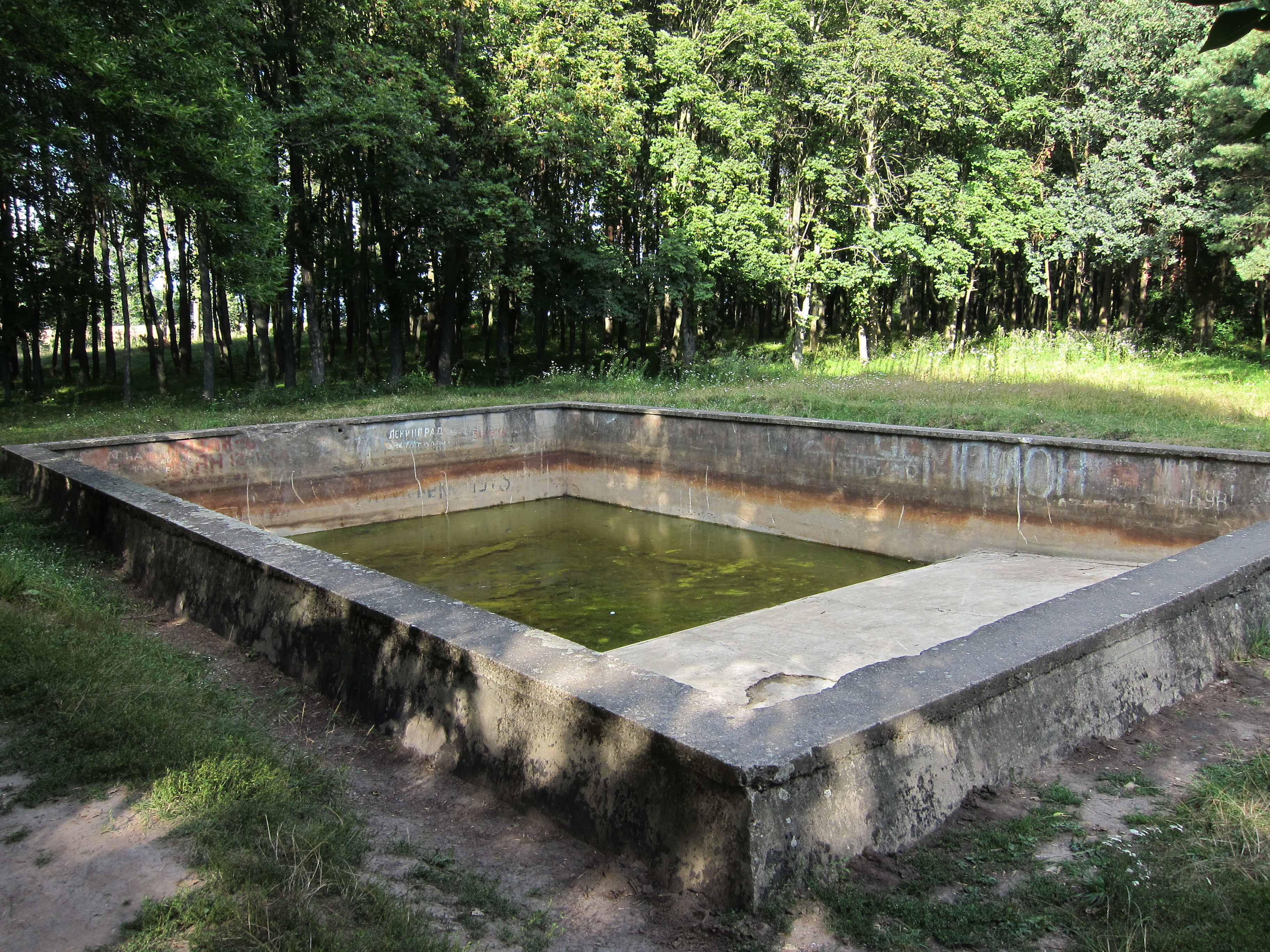
Reste des ehemaligen Schwimmbades der Bunkeranlage
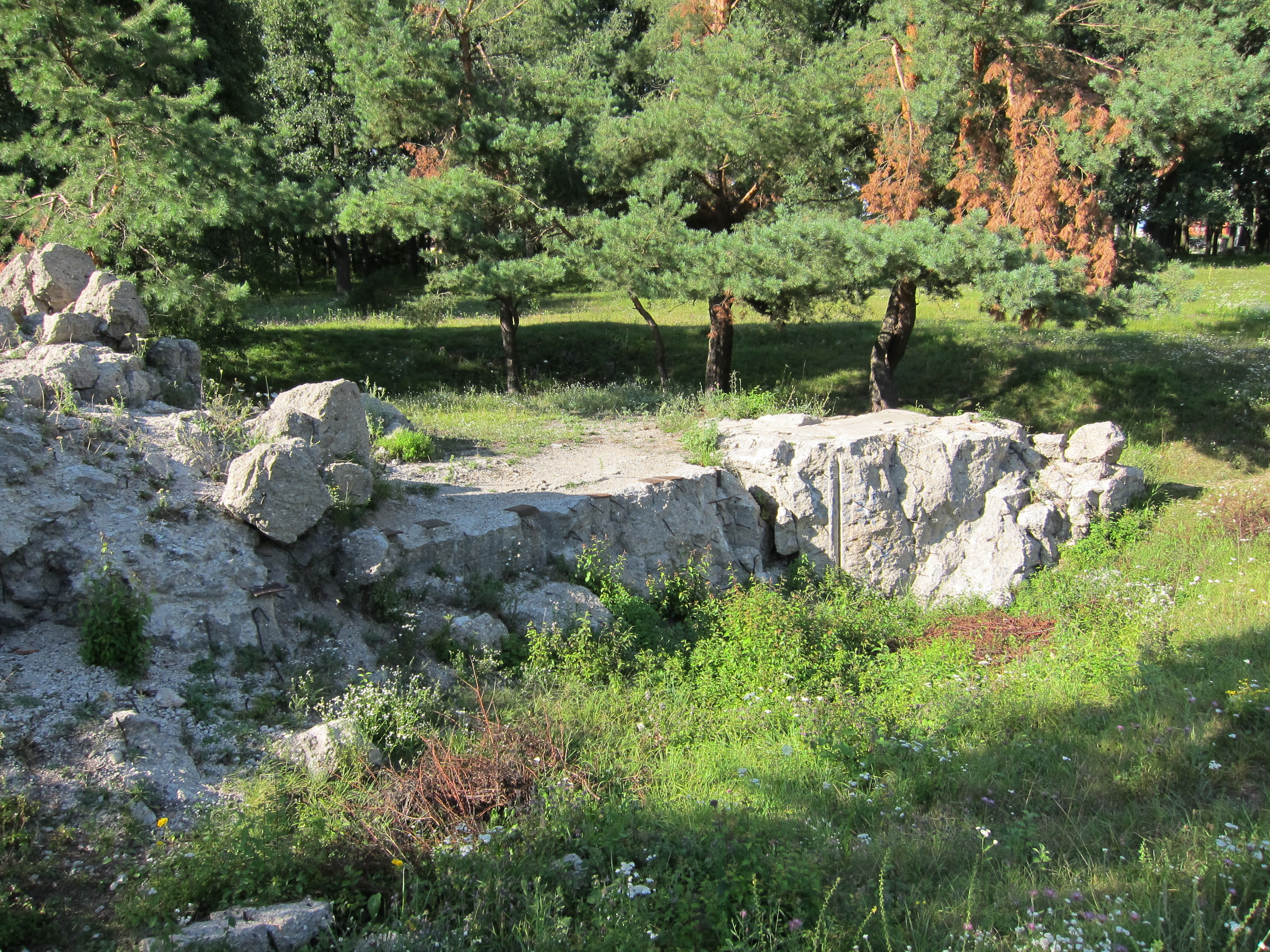
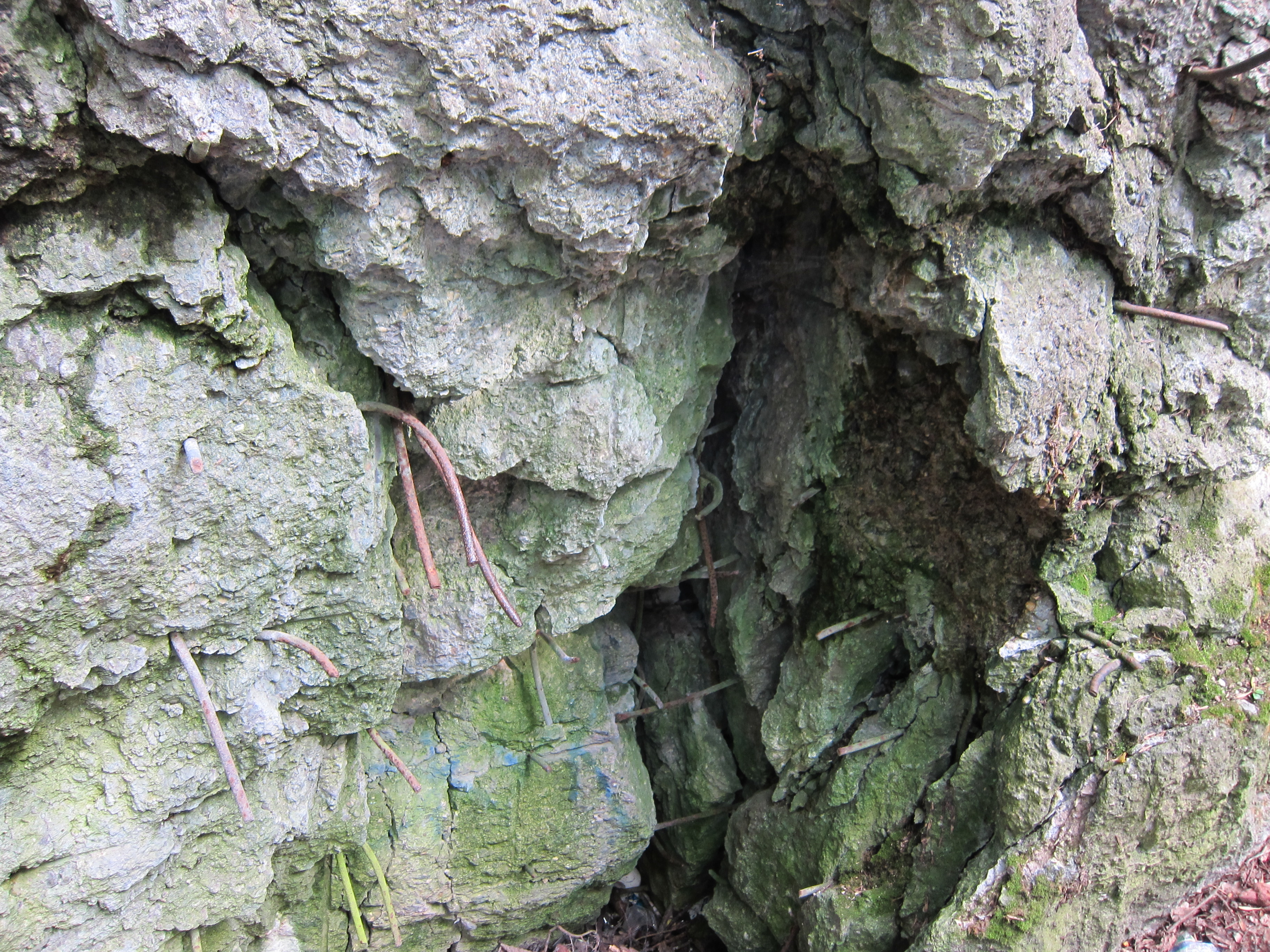
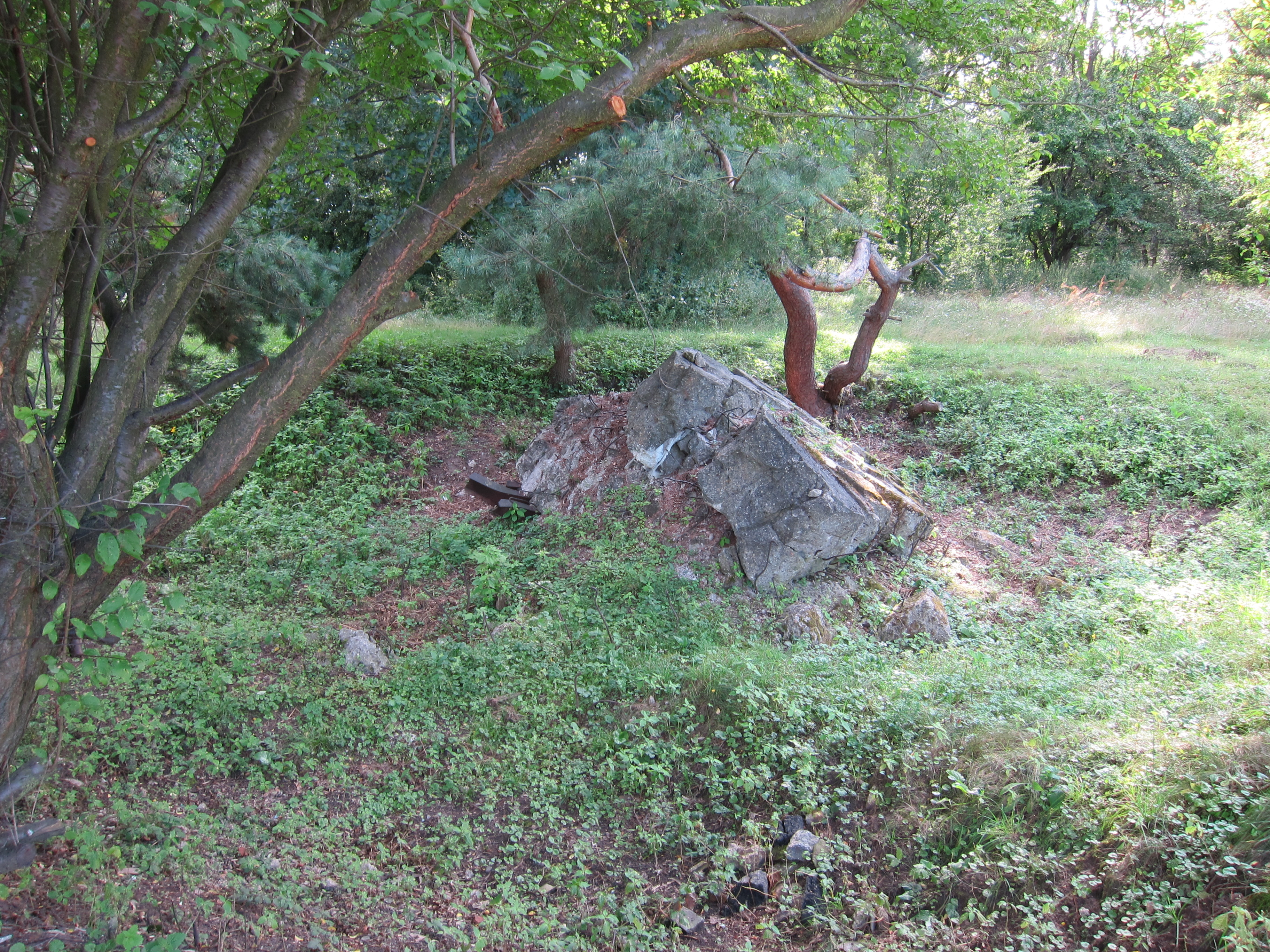
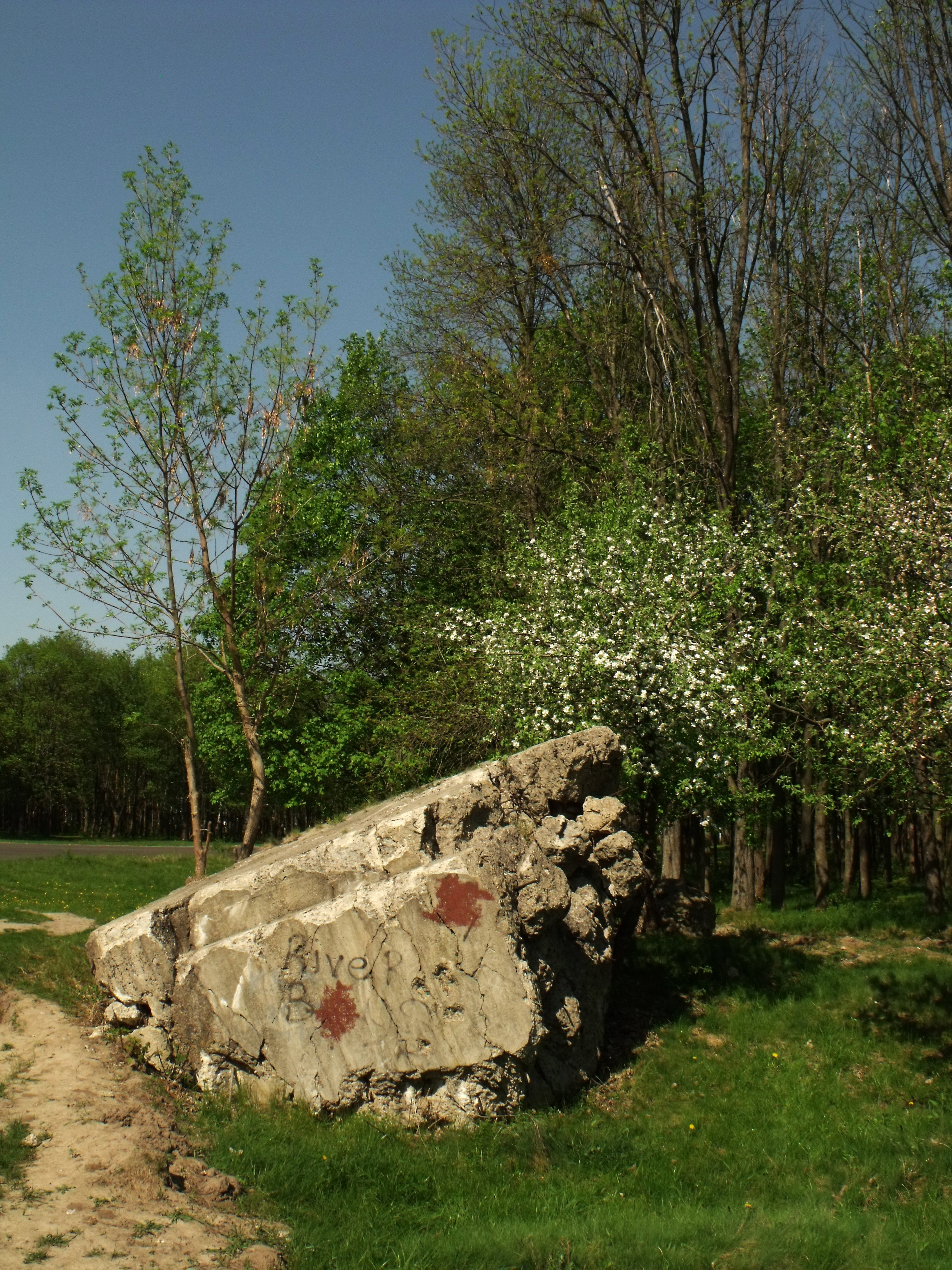
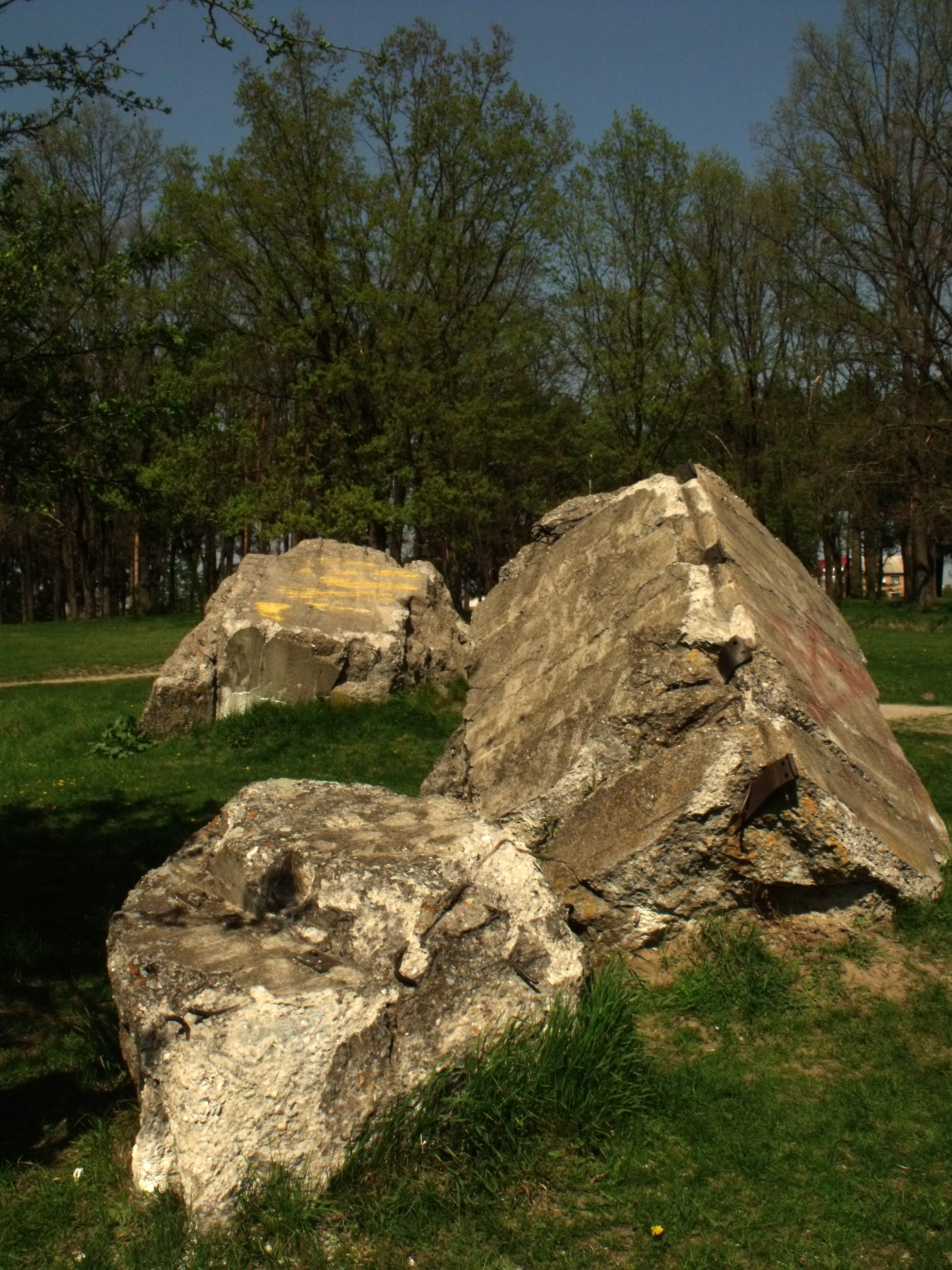